# 하이데르 알리
하이데르 알리 또는 하이다랄리(1720년 경-1782년 12월 7일)는 남부 인도에 위치한 마이소르 왕국의 술탄이자 실질적 통치자였다. 사이드 왈 샤리프 하이데르 알리 칸으로 태어난 그는 군사적으로 뛰어난 면모를 보여주어 마이소르의 지도자들의 주목을 받게 되었다. 크리슈나라야 와디아르 2세로부터 총사령관 직을 맡게 된 이후, 그는 마이소르 정부와 명목상의 군주들을 지배하게 되었다. 1761년 장관이 된 이후, 그는 마이소르의 실질적인 지도자가 되었다. 그는 제1차 영국-마이소르 전쟁과 제2차 영국-마이소르 전쟁 당시 영국 동인도 회사의 군사적 진출에 강하게 저항했으며, 철갑로켓인 마이소르 로켓을 개발한 것으로도 유명하다. 그는 또한 마이소르 왕국의 경제를 발전시키는 데 주력했다.
문맹이었음에도 불구하고, 하이데르 알리는 행정적 감각과 군사적 능력 덕분에 남부 인도의 역사에서 중요한 위치에 있다. 그는 영국에 맞서 프랑스와의 동맹을 체결했고, 포병과 창고에 프랑스인들을 노동자로 사용했다. 그의 통치 기간 동안 마이소르 왕국은 이웃국가와의 빈번한 전쟁과 영내의 반란으로 점철되었지만, 이는 인도 대륙 전체에서 일반적으로 일어나고 있던 현상이었다. 그의 죽음 당시 마이소르 왕국은 서쪽으로는 아라비아해와 접했고, 북쪽으로는 크리슈나강을 국경으로 삼았으며 동쪽으로는 동고츠산맥을 경계로 하고 있었다. 그의 뒤를이 티푸 술탄이 마이소르의 지도자가 되었다.

## 어린 시절

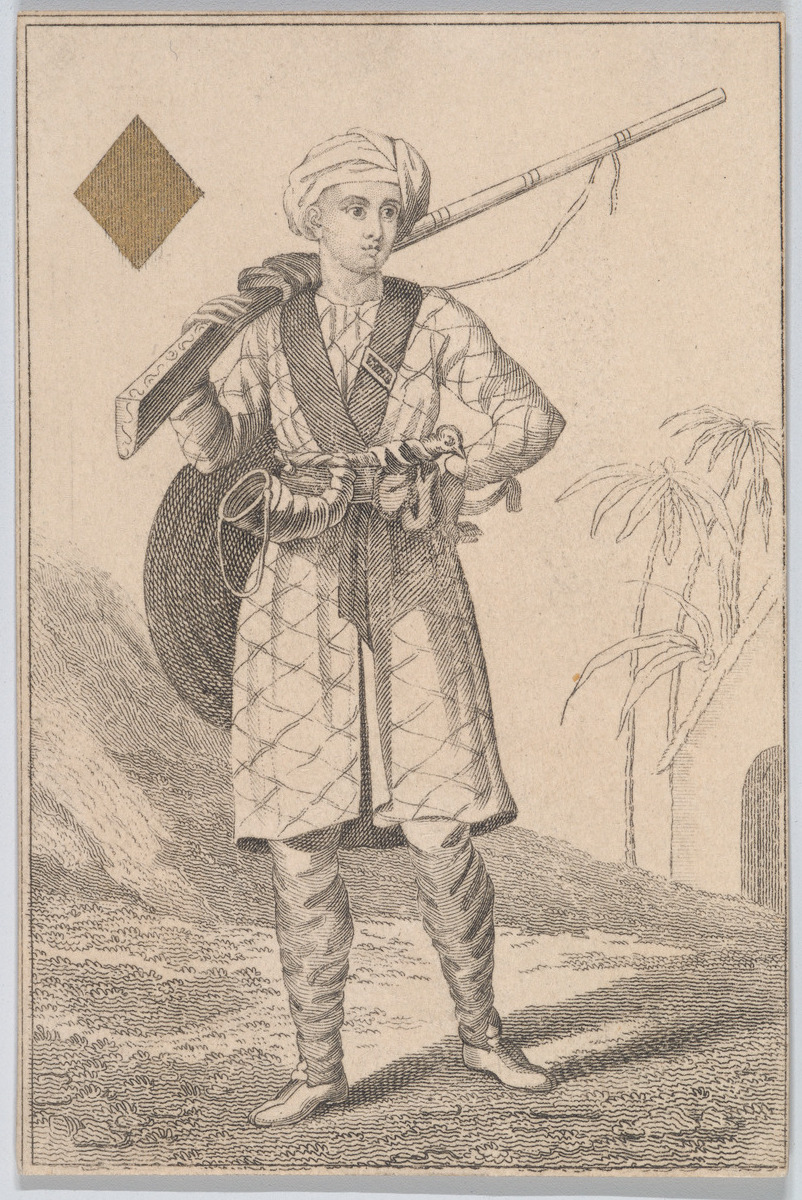
세포이로 활동하던 하이데르 알리

하이데르 알리의 출생일은 정확하지 않다. 여러 사료들은 1717년부터 1722년 사이를 그의 출생일로 추정하고 있다. 그의 조상에 대해서도 다양한 의견이 존재한다. 몇몇 자료는 그의 할아버지가 바그다드계의 후손이라고 주장하고, 다른 자료는 알리가 오늘날의 아프가니스탄계의 후손이라고 설명한다. 프랑스 군 장교의 기록에 따르면, 하이데르는 그 스스로 메카의 샤리프였던 샤리프 하산 빈 야브하의 후손이자, 무함마드의 종족인 쿠라이시족의 바니 하심계 쪽 후손이라고 주장했다. 그의 아버지였던 파타 무함마드는 코라에서 태어났으며 카르나타카 나와브국의 육군에서 대나무 로켓을 쏘아 올리는 50명의 병사들을 이끌었다. 파타 무함마드는 마이소르 왕국 육군에 입대했으며, 이후 강력한 군사령관이 되었다.
하이데르 알리는 부디코테에서 태어났으며, 파타 무함마드의 5번째 아들로, 파타의 세번째 부인의 둘째 아들이었다. 그의 초기 생애에 대해서는 기록이 많지 않다. 그는 형제 샤바즈와 함께 아버지가 전사한 이후 군대에 복무했다. 아르코트에서 수년간 복무한 이후, 하이데르는 그의 삼촌이 복무하던 스리랑가파트나로 갔다. 그는 총사령관이었던 크리슈나라야 오데야르 2세를 소개받았다 하이데르와 그의 형제는 이후 마이소르 육군의 지휘를 맡게 되었고, 하이데르는 샤바즈 휘하에서 복무하게 되었다.

## 같이 보기
- 티푸 술탄

## 참고 문헌
- Bowring, Lewin (1899). 《Haidar Alí and Tipú Sultán, and the Struggle with the Musalmán Powers of the South》. Oxford: Clarendon Press. OCLC 11827326.
- Brittlebank, Kate (1999). 《Tipu Sultan's Search for Legitimacy》. Delhi: Oxford University Press. ISBN 978-0-19-563977-3. OCLC 246448596.
- Chitnis, Krishnaji Nageshrao (2000). 《The Nawabs of Savanur》. New Delhi: Atlantic Publishers and Distributors. ISBN 978-81-7156-521-4. OCLC 231937582.
- D'Souza, A. L. P (1983). 《History of the Catholic Community of South Kanara》. Mangalore: Desco Publishers. OCLC 11536326.
- Duff, James Grant (1878). 《History of the Mahrattas, Volume 1》. London and Bombay: Times of India. OCLC 23116888.
- Farias, Kranti K (1999). 《The Christian Impact on South Kanara》. Mumbai: Church History Association of India. OCLC 46399552.
- Hasan, Mohibbul (2005). 《Waqai-i Manazil-i Rum: Tipu Sultan's Mission to Constantinople》. New Delhi: Aakar Books. ISBN 978-81-87879-56-5. OCLC 70065314.
- Lethbridge, Sir Roger (1893). 《The Golden Book of India: A Genealogical and Biographical Dictionary of the Ruling Princes, Chiefs, Nobles, and Other Personages, Titled or Decorated, of the Indian Empire》. London and New York: Macmillan. OCLC 3104377.
- Machado, Alan (1999). 《Sarasvati's Children: A History of the Mangalorean Christians》. Bangalore: I.J.A. Publications. ISBN 978-81-86778-25-8.
- Narasimha, Roddam; Srinivasan, Jagannathan; Biswas, S. K (2003). 《The Dynamics of Technology: Creation and Diffusion of Skills and Knowledge》. New Delhi: Sage Publications. ISBN 978-0-7619-9670-5. OCLC 231988745.
- Ramaswami, N. S (1984). 《Political History of Carnatic Under the Nawabs》. Abhinav Publications. ISBN 978-0-8364-1262-8. OCLC 234299187.
- Rao Punganuri, Ram Chandra (1849).  Brown, Charles Philip, 편집. 《Memoirs of Hyder and Tippoo: Rulers of Seringapatam, Written in the Mahratta Language》. Madras: Simkins. OCLC 123942796. Rao Punganuri was, according to Brown, in the employ of both Hyder and Tipu.
- Sen, Surendra Nath (1993). 《Studies in Indian History: Historical Records at Goa》. New Delhi: Asian Educational Services. ISBN 978-81-206-0773-6. OCLC 257994044.
- Shastry, Bhagamandala Seetharama (2000). 《Goa-Kanara Portuguese relations, 1498–1763》. New Delhi: Concept Publishing Company. ISBN 978-81-7022-848-6. OCLC 231906384.
- Silva, Severine (1957). 《History of Christianity in Canara》. Kumta, Uttara Kannada: Star of Kanara Press. OCLC 39000665.
- Subramanian, K. R (1928). 《The Maratha Rajas of Tanjore》. Mylapore, Madras: self-published. OCLC 249773661.
- Tour, Maistre de la; Mohammed, Gholam (1855). 《The History of Hyder Shah, Alias Hyder Ali Khan Bahadur》. London: W. Thacker. OCLC 65664006. Biography of Hyder and memoir by one of his French officers; coauthor Gholam Mohammed was Tipu Sultan's son.
- Wilks, Mark (1869). 《Historical Sketches of the South of India, in an Attempt to Trace the history of Mysoor》 Seco판. Madras: Higginbotham. OCLC 460735564.
- 《Journal of the United Service Institution of India, Volume 32》. New Delhi: United Service Institution of India. 1903. OCLC 1770956.